# 短语
短语（英語：phrase）又称词组、片语，是指一个或多个词组成的，以及通用的字句（如條款）等，具有中心词的语法性质，内部成分在语义和句法上都能搭配，但可能未形成完整命题，也没有語調的一种语法单位。通常一个短语可以是词的任意聚合，故一个词也可以组成短语乃至句子。

## 分类

### 结构分类
在语法分析中，任何短语都可以根据短语的中心语（head）判断短语类型。中心词的词类用于命名短语类型，如以名词为中心语的短语即名词短语（NP）；换言之，中心词的语法性质决定了短语的语法性质。X'结构中，短语呈可扩张的多层树状结构，它里面的空位可以嵌套其他任何合法的短语、词乃至语素。
常见的短语类型有：
- 名词短语（noun phrase, NP）：也称名词性短语，以名詞为中心语的短语。代词包含在名词里面。单个名词在句法分析中也常直接视为一个名词短语，如「小明」。
  - 并列短语（NP+NP）：联合短语的一种，表并列，如「今天和明天」。
  - 定中短语（AP/DET+NP v.v.）：偏正短語的一种，表修饰，中心语为名词，如「开心的事」「一个人」。
- 动词短语（verb phrase, VP）：谓词性短语的一种，即以动词为中心语的短语。
  - 述賓短語（V+NP v.v.）：专指动词谓语（中心语）带宾语（补足语）的短语，如 beated the man、「打人」。在X'结构中，二者在短语结构中处于同层，依据二者顺序，可以分为中心词前置（head-initial）和中心词后置（head-final）两类，汉语、英语等属于前者；日语等属于后者，如。
  - 状中短语（V+AdvP v.v.）：偏正短语的一种，表修饰，中心语为动词，如「狠狠地打」。
  - 连动短语（VP+VP）：联合短语的一种，表递进，如「讨论表决」。
- 形容词短语（adjectival phrase, AP）：谓词性短语的一种，即以形容词为中心语的短语，如 full of toys. 形容词短语也可以并列。
- 副词短语（adverbial phrase, AdvP）：以副詞为中心语的短语，如 very carefully.
- 介詞短語（英语：Adpositional phrase）（PP）：分为前置词短语（prepositional phrase）或后置词短语（postpositional phrase），因语言类型而异。汉语、英语等为前置词，日语、韩语等为后置词。如汉语「向东」，英语 toward the east，日语。

其他类型的短语有：
- 主謂短語（NP+V/AP/NP）：汉语常见的短语类型，二者呈陈述关系。如「粮食丰收」（NP+V）、「阳光灿烂」（NP+AP）、「明天星期日」（NP+NP）。但在其他很多语言里，主谓短语一般直接分析为句子，不视为短语。在生成文法的X'结构当中，主谓短语，尤其是名动短语（NP+V）常常视作一个扩张动词短语（VP）的组成部分。
- 述補短語（V+VP/AdvP/etc.）：与状中短语类似，动词中心语后面带动词或副词等补语的短语。如「写完」「写得好」。汉语、英语里非常常见，但其他语言里不一定有，如日语当中「写完」使用复合动词表示。

而在传统的结构主义分析方法中，短语就是句子当中显现的若干个词的组合，不假设可扩张的嵌套结构，也不允许单个词组成短语。如在句子成分分析法或层次分析法中，一般只将主谓短语、动宾短语、兼语短语、联合短语（并列短语、连动短语）、偏正短语（定中短语、状中短语）、中补短语等显在词组形态认定为短语的基本结构。

### 功能分类
一些现代语法理论引入了一些功能分类，这些分类中短语的中心语可以是某个功能词，这些功能词在理论上甚至不需要在句子中显现明确的形态。如将短语 the man 的中心语认定为冠词 the 而非名词 man，进而将短语归类为限定词短语（determiner phrase，DP）而非名词短语（NP）。当没有显性限定词时，理论上会使用一个空（隐式）限定词。
又如屈折短语（inflectional phrase，IP 或 InflP），这种短语属于理论假设层面的短语，它以功能性的屈折语素（INFL）为中心语，而动词则为补足语。有时屈折语素会呈隐性；否则就会呈现为动词活用，表达各种语法范畴。照此分析，所有句子首先都是一个屈折短语。依据屈折语素的不同，屈折短语还可以分为：
- 时态短语（tense phrase，TP）：以表时态（Tense）语法范畴的屈折语素为中心语。
- 体貌短语（aspect phrase，AspP）：以表体貌（Aspect，完成、进行等）语法范畴的屈折语素为中心语。
- 一致短语（agreement phrase，AgrP）：Agr 在理论上用来表示与主语达成一致的屈折语素，一致短语以这一屈折特性为中心语。有些语言的动词可能会与宾语形成一致，故也有直接宾语和间接宾语的一致短语（AgrOP，AgrDOP，AgrIOP）。

等等。批评意见认为屈折短语缺乏普遍性，有些仅在少数几种语言出现。
此外还有话题短语（topic phrase，TopP）和焦点短语（focus phrase，FocP），这些短语将句子中的话题标记或焦点标记作为中心语。

### 其它分类
根据短语结构中包含词语的多少，可以把短语分为简单短语和复杂短语。简单短语的内部只有两个词，单一语法结构关系；复杂短语的内部有多个词，并且词与词的结构层次和语法关系都比较复杂，通常作分层拆分分析。
短语从结构凝固性看大致可以分为固定短语和非固定短语。固定短语指结构比较固定的惯用的短语，在结构上具有固定性，短语内部的词及其次序一般都不能变动。固定短语在意义上具有整体性，内部各词往往不能再作字面上的个别解释。这种固定短语也称为熟语（ideomatical phrase），在语法分析中常作为单个词来处理。专有名词也是一种固定短语，通常也作单个名词处理。
从独立性来看则可以分为自由短语和黏着短语，自由短语可以单独成句，黏着短语则不行。

## 语言类型学

### 语序
语言类型学上对于语序的考察，基本是对不同类型的短语里面中心语成分与补足语成分前后顺序，亦即所谓中心语参数（head parameter）的考察，其中最主要的是对基本语序（SVO etc.）的考察。语言类型学主要关注基本语序当中动词短语（VP）的谓语 V（中心语）与宾语 O（补足语）的前后之分，分为中心语前置型（head-initial）和中心语后置型（head-final）。SVO语序的语言就属于中心语前置型，如汉语、英语等；SOV语序的语言则属于中心语后置型，如日语、韩语、土耳其语等。
中心语参数还可以应用到其他类型的短语，如：
- 介词短语（PP，PREP+NP 或 NP+POSTP）：介词有前置詞（preposition）或後置詞（postposition）之分。前置词置于名词之前，汉语、英语等为前置词型语言，日语、韩语等为后置词型语言。如汉语「向东」，英语 toward the east，日语。
- 定中短语（NP，AP/DET+NP v.v.）：形容词、限定词等修饰语与名词短语的前后之分。如汉语、英语等为修饰语在前，泰语等为修饰语在后。
- 并列短语（NP，NP+NP）：具体到固有名词与普通名词的前后之分，如汉语、日语等一般为「固有名词-普通名词」，泰语、越南语等一般反之，英语则二者兼有。如汉语「北京大学」，泰语 มหาวิทยาลัยธรรมศาสตร์（Mh̄āwithyālạy ṭhrrmṣ̄ās̄tr̒，「大学 法政」，泰国法政大学），越南语 （大學國家河內，河内国家大学），英语 The University of Melbourne（墨尔本大学）, Columbia University（哥伦比亚大学）等。
- 状中短语和述补短语（VP，V+AdvP v.v.）：动词短语当中动词与副词的前后之分。汉语和英语等都是两者兼有，日语则只有状中顺序。
- 形容词短语（AP，AdvP+A v.v.）：形容词短语当中形容词与副词的前后之分。汉语、英语等一般是「副词-形容词」，泰语等一般反之。

### 希尔弗斯坦名词短语等级
希尔弗斯坦名词短语等级（Silverstein hierarchy）是一种以有生性和定指性排列的倾斜等级。大致如下：
|                 |                 | 代词            |                 |                 |   |                   | 名词              | 名词              | 名词              | 名词              |                   |                   |                   |                   |               |               |
| ┌──────┴──────┐ | ┌──────┴──────┐ | ┌──────┴──────┐ | ┌──────┴──────┐ | ┌──────┴──────┐ |   | ┌───────┴───────┐ | ┌───────┴───────┐ | ┌───────┴───────┐ | ┌───────┴───────┐ | ┌───────┴───────┐ | ┌───────┴───────┐ | ┌───────┴───────┐ | ┌───────┴───────┐ | ┌───────┴───────┐ |               |               |
| 第一人称        | >               | 第二人称        | >               | 第三人称        | > | 固有名词/亲族     | >                 | 人类              | >                 | 动物              | >                 | 非动物            | 非动物            | 非动物            |               |               |
|                 |                 |                 |                 |                 |   |                   |                   |                   |                   | ┌───┴───┐         |                   |                   |                   |                   |               |               |
|                 |                 |                 |                 |                 |   |                   |                   |                   |                   | 自然现象          | 自然现象          | 自然现象          | >                 | 抽象名词/地名     | 抽象名词/地名 | 抽象名词/地名 |
这一等级可以涵盖非常多的语言现象。提出者迈克尔·希尔弗斯坦认为等级越高，名词短语就越容易取施事；反之，则更容易取受事。比如日语里面，等级高的名词短语作主语的主动句比被动句要自然；反之，则取被动句更自然一些。也有意见认为等级越高的与说话者的关系越近。
这一等级也能体现部分作格性。如瓦隆戈语当中，等级越高名词短语就越容易呈现主宾格配列，反之则越容易呈现作通格配列。

## 智慧財產
短句是一種日常表達具通用性包括事實性的說明用語，根本上沒有任何創作原則，因此不能構成擁有版權的原則。

### 伯爾尼公約
根據伯爾尼公約第2條第8項規定：
「本公約之保護，不適用於單純時事報導性之記事及雜報。」

### 中華民國（台灣）
中華民國著作權法第九條第一項第三款及第四款規定：「下列各款不得為著作權之標的：三、標語及通用之符號、名詞、公式、數表、表格、簿冊或時曆；四、單純為傳達事實之新聞報導所作成之語文著作。」

### 英美法系原則
普通法判定版權存在以創作為原則的技術與勞動，因此原創性門檻相對較低，不過並非任何作品具版權保護，例如通用且簡短均不符合版權保護資格。

## 参閲
- 语法单位
- 词
- 子句
- 句子
- 熟語